# 791
791 (DCCXCI) fue un año común comenzado en sábado del calendario juliano, en vigor en aquella fecha.

## Acontecimientos
- Bermudo I es derrotado por los musulmanes en Burbia. Su popularidad desciende notablemente y abdica del trono.
- 14 de septiembre, siguiendo el rito visigodo, es ungido como rey Alfonso II, quien accede definitivamente al trono de Asturias tras los reinados de Mauregato y Bermudo I.
- Alfonso II el Casto traslada la capital del reino de Asturias a Oviedo, y, a pesar del saqueo de esta ciudad en 794, comienza la Reconquista.
- El rey Alfonso, consciente de la superioridad militar árabe, manda evacuar Oviedo y se fortifica con su ejército en la actual Grado (Asturias). En su retirada, los musulmanes son atacados sorpresivamente por el ejército de Alfonso,  causándoles grande estrago.
- Carlomagno dirige su primera campaña contra los ávaros.

## Nacimientos
- Li He, escritor chino.